# Blauwkeelscharrelaar
De blauwkeelscharrelaar (Eurystomus gularis) is een vogel uit de familie Coraciidae (Scharrelaars).

## Kenmerken
De vogel is gemiddeld 25 cm lang, het mannetje weegt 82 tot 117 g, het vrouwtje 88 tot 108 g. Zoals de Nederlandse naam al aangeeft, heeft deze scharrelaar een blauwe keel. Verder lijkt de vogel sterk op de breedbekscharrelaar en is ook van boven kaneelkleurig tot bruinrood en met blauwe slagpennen (vleugelveren). De blauwkeelscharrelaar is echter kleiner en heeft roodbruine bovenstaartdekveren.

## Verspreiding en leefgebied
Deze soort komt voor in Afrika, bezuiden de Sahara en telt twee ondersoorten:
- E. g. gularis: regenwouden van Guinee en westelijk Kameroen.
- E. g. neglectus: zuidelijk Nigeria tot Oeganda en Angola.

Het leefgebied bestaat uit regenwoud en secundair bos, bos in de buurt van dorpen en plantages en ook wel in bossavanne en montaan gebied tot op 1600 m boven de zeespiegel.

## Status
De blauwkeelscharrelaar heeft een groot verspreidingsgebied en daardoor is de kans op de status  kwetsbaar (voor uitsterven) niet zo groot. De vogel is nog algemeen in geschikt habitat. Het leefgebied wordt echter door houtkap en de aanleg van infrastructuur versnipperd. De grootte van de populatie is niet gekwantificeerd, maar het tempo van achteruitgang ligt waarschijnlijk onder de 30% in tien jaar (minder dan 3,5% per jaar). Om deze redenen staat deze scharrelaar als niet bedreigdYY op de Rode Lijst van de IUCN.